# Rodin Deprem
Rodin Cem Deprem, född 23 maj 1998 i Gävleborgs län, är en svensk före detta fotbollsspelare.

## Klubbkarriär
Deprems moderklubb är Rynninge IK, där han spelade fram till sommaren 2016 innan han valde att lämna för spel Örebro SK:s ungdomsverksamhet. Efter en imponerande tid där Deprem öst in mål och under säsongen 2017 slagit rekord för flest gjorda mål i U19 Allsvenskan, 29 mål på 22 matcher blev han 2018 uppflyttad till A-truppen. 
Under sin första säsong i Allsvenskan blev Deprem noterad för 8 matcher, varav 1 start och 7 inhopp. Under sin andra säsong blev Deprem noterad för 5 matcher, varav 2 starter och 3 inhopp. Efter säsongen 2019 lämnade Deprem klubben till följd av bristande speltid och förtroende.
Den 29 januari 2020 skrev Deprem på för Greuther Fürth's reservlag. Där han spenderade en mindre tid innan det blev flytt tillbaka till Sverige pga COVID-19.
I augusti 2020 värvades Deprem av Umeå FC, där han skrev på ett halvårskontrakt med option på ytterligare ett år. I januari 2021 värvades Deprem av Örebro Syrianska IF. I juli 2021 värvades Deprem av IF Brommapojkarna, där han skrev på ett 2,5-årskontrakt. Säsongen 2021 vann Deprem med sina 20 mål skytteligan i Ettan Norra. I augusti 2022 värvades Deprem av Dalkurd FF.